# Onthophagus marginalis
Onthophagus marginalis es una especie de coleóptero de la familia Scarabaeidae.

## Distribución geográfica
Habita en el paleártico (Eurasia y el Magreb) y en el norte del subcontinente indio.